# 1837 na ciência

## Nascimentos
| Data        | Nome          | Profissão                | Nacionalidade                         | Observações                      | Ref   |
| ----------- | ------------- | ------------------------ | ------------------------------------- | -------------------------------- | ----- |
| 22 de junho | Robert Giffen | estatístico e economista | Reino Unido da Grã-Bretanha e Irlanda | m. 1910 Medalha Guy de ouro 1894 | [ 1 ] |

## Mortes
| Data           | Nome        | Profissão   | Nacionalidade         | Observações | Ref |
| -------------- | ----------- | ----------- | --------------------- | ----------- | --- |
| 4 de fevereiro | John Latham | naturalista | Reino da Grã-Bretanha | n. 1740     |     |

## Prémios
Medalha Copley
- Antoine César Becquerel[2] e John Frederic Daniell[2]

Medalha Wollaston
- Proby Thomas Cautley[3]